# Claudia Rivero
Claudia Rivero Modenesi (Lima, 28 de noviembre de 1986) es una deportista peruana que compitió en bádminton, en las modalidades individual y dobles mixto. Ganó cuatro medallas de bronce en los Juegos Panamericanos, en los años 2007 y 2011.

## Palmarés internacional
| Juegos Panamericanos | Juegos Panamericanos    | Juegos Panamericanos | Juegos Panamericanos |
| Año                  | Lugar                   | Medalla              | Prueba               |
| -------------------- | ----------------------- | -------------------- | -------------------- |
| 2007                 | Río de Janeiro (Brasil) | Medalla de bronce    | Individual           |
| 2007                 | Río de Janeiro (Brasil) | Medalla de bronce    | Dobles mixto         |
| 2011                 | Guadalajara (México)    | Medalla de bronce    | Individual           |
| 2011                 | Guadalajara (México)    | Medalla de bronce    | Dobles mixto         |